# Franois
Franois é uma comuna francesa na região administrativa de Borgonha-Franco-Condado, no departamento de Doubs. Estende-se por uma área de 7,29 km². Em 2010 a comuna tinha 278 habitantes (densidade: 38,1 hab./km²).